# ویکتور کاماراسا
ویکتور کاماراسا فراندو (اسپانیایی: Víctor Camarasa Ferrando‎؛ زادهٔ ۲۸ مهٔ ۱۹۹۴) بازیکن فوتبال اهل اسپانیا است.
از باشگاه‌هایی که در آن بازی کرده‌است می‌توان به لوانته آلاوس، بتیس، کاردیف سیتی و کریستال پالاس اشاره کرد.